# Moose (fiume)
Il fiume Moose (in inglese Moose River}) è un fiume canadese del nord dell'Ontario.
Ha una lunghezza di 100 km e un bacino idrografico di 108 500 km². Nasce dall'unione dei fiumi Mattagami e Missinaibi. La sua portata media è di 1 370 m³/s. Sfocia nella baia di James.

## Affluenti
I maggiori affluenti sono:
- il fiume Abitibi
- il fiume Cheepash
- il fiume Frederick House
- il fiume Kwataboahegan
- il fiume Mattagami
- il fiume Missinaibi
- il fiume North French